# バーゼル銀行監督委員会
バーゼル銀行監督委員会（バーゼルぎんこうかんとくいいんかい、英: Basel Committee on Banking Supervision; BCBS、通称：バーゼル委員会）は、1974年末にG10諸国の中央銀行総裁により、金融機関の監督における国際協力の推進を目的に設置された。スイスのバーゼルにある国際決済銀行が事務局機能を提供しているが、両者は別の組織である。

## 組織
メンバーは、G20諸国を中心に、中央銀行および金融監督を担う行政当局の代表で構成されている。2011年現在、アルゼンチン、オーストラリア、ベルギー、ブラジル、カナダ、中国、フランス、ドイツ、香港特別行政区、インド、インドネシア、イタリア、日本、韓国、ルクセンブルク、メキシコ、オランダ、ロシア、サウジアラビア、シンガポール、南アフリカ、スペイン、スウェーデン、スイス、トルコ、イギリス、アメリカ合衆国の代表が参加している。年4回開催される委員会の会合に加え、下部グループの会合も頻繁に開催されており、委員会の主な結論はメンバー諸国の中央銀行総裁および監督当局長官の会合に報告される。

2011年7月1日以降、スウェーデン国立銀行 (Sveriges Riksbank) 総裁のシュテファン・インクフェス (Stefan Ingves) が議長を務めている。

## 機能
バーゼル委員会は、銀行監督にかかるさまざまな問題に関する国際的に共通の理解を増進することを通じ、世界各国における銀行監督の強化を目指した委員会である。委員会の活動を通じて形成された共通の理解を基に、銀行監督に関する概括的な規準、指針あるいは推奨事項（バーゼル合意）をとりまとめ、これらをメンバー諸国や他の国々の規制監督当局が、それぞれの国独自の法令を制定するにあたって参照する結果、銀行監督に関する国際的に共通のアプローチあるいは規準が形成されることを促している。言い換えれば、国際的な規制そのものを制定あるいは実施する権限を有してはいない。こうした点が「BCBSは古典的な国際機関とは異なる。発足にあたっての条約も、拘束力のある規則も存在しない。むしろ、その主たる機能は、非公式会合を通じて、政策上の解決と国際規格の評定を進めるところにある。」との評価の所以である
。

## 歴史
バーゼル委員会は、当初、銀行業の国境を越えた展開の活発化を踏まえ、外国の銀行による業務が規制の枠外に置かれないこと、および、銀行に対する十分な監督を担保すること主眼に活動を始めた。その後1988年に、国際金融市場の安定性を向上させる観点から、国際的に活動する銀行の資本力を強化するために、委員会に参加した各国がそれぞれ実施することを約した共通の最低自己資本比率を決定した。これがいわゆるバーゼルI（いわゆるBIS規制）といわれる合意である。バーゼルIは、基本的に銀行が保有する資産における信用リスクの総量に対し8%の自己資本の保有を義務付けるものであったが、デリバティブ取引の一般化など、1990年代後半以降の国際金融市場の発展に照らし規準体系の不備が目立つようになったため、バーゼル委員会は、リスクの計測手法をより精緻化するなどしたバーゼルII（2004年に最終決定）を策定するに至った。さらに、バーゼル委員会は、2007年から2008年にかけて発生した国際金融経済危機の背景となった銀行監督の問題に対する反省を踏まえ、銀行の自己資本の質の向上、リスク管理の一段の強化といった観点から、2009年以降バーゼルIIを改訂する作業を進めており、その一連の成果はバーゼルIIIと総称されている。